# Hofheinz Pavilion

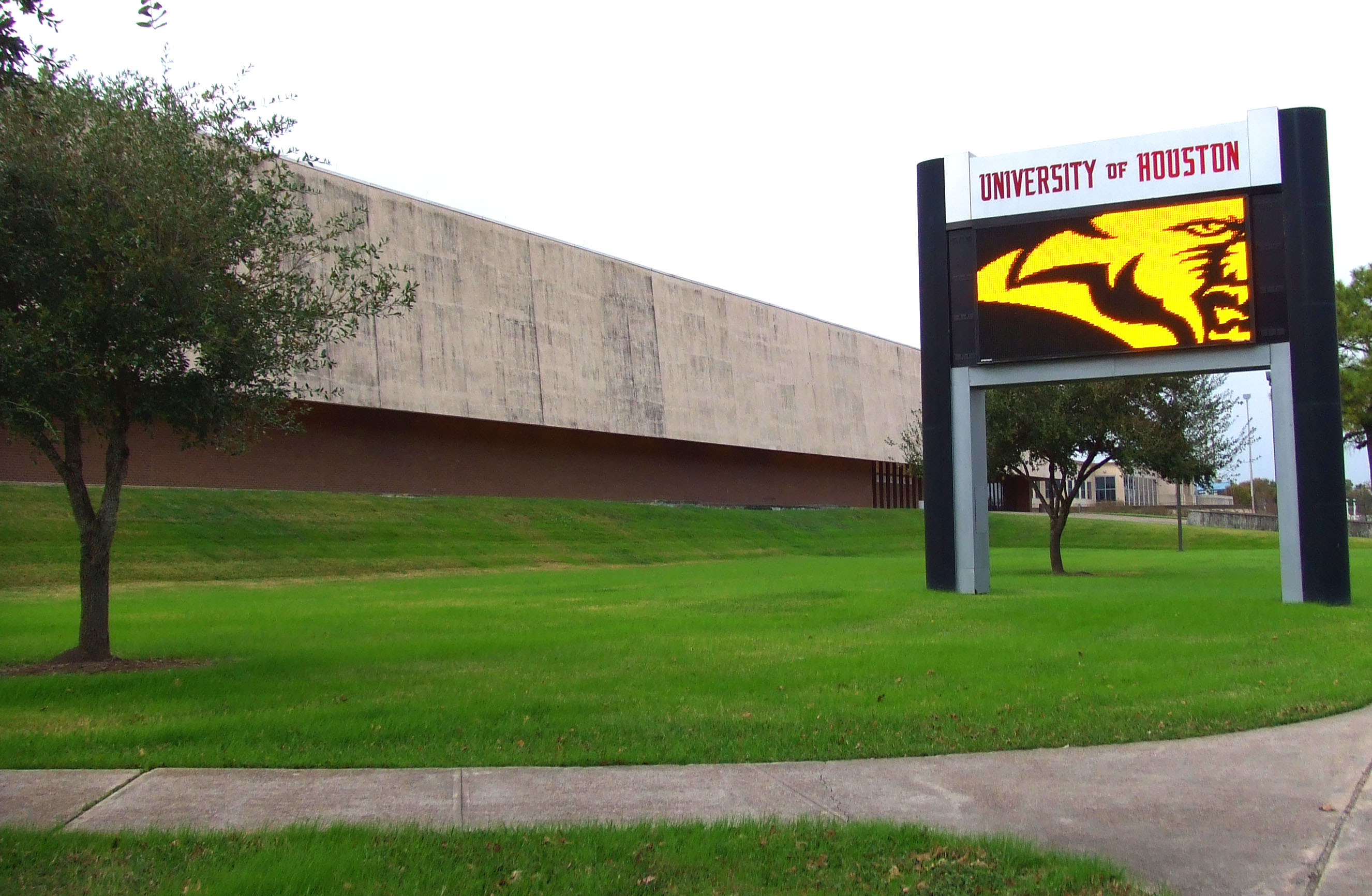
Exterior del Hofheinz Pavilion.

El Hofheinz Pavilion es un pabellón multiusos situado en el campus de la Universidad de Houston, Texas. Tiene una capacidad para 8479 espectadores, y fue inaugurado en 1969, sufriendo diversas remodelaciones a lo largo de los años. Fue la sede de los Houston Rockets de la NBA entre 1971 y 1975, su primera sede en la ciudad tras llegar el equipo desde San Diego.

## Historia
El Hofheinz Pabellón fue nombrado en honor del juez Roy Hofheinz, el empresario que ganó la aclamación mundial para concebir y encabezar la ciudad en la construcción del Houston Astrodome de Houston. Hofheinz y su esposa, Irene, se conocieron como estudiantes en la Universidad de Houston en 1929.
En 1995 el pabellón fue renombrado como Guy V. Lewis Court at Hofheinz Pavilion en honor al miembro del National Collegiate Basketball Hall of Fame Guy Lewis, entrenador de los Houston Cougars durante 30 años.
Próximamente, el pabellón se nombrará Fertitta Center y actualmente se encuentra en reconstrucción.

## Eventos

### Conciertos y espectáculos
A lo largo de su historia han sido numerosos los conciertos celebrados en sus instalaciones, destacando con tres grupos y artistas como Grateful Dead, Elton John y Elvis Presley, aunque también por su escenario han pasado gente como Prince, Marvin Gaye, Genesis, Eric Clapton, Bob Dylan, The Rolling Stones o The Who, entre muchos otros.